# Martha Musai
Martha Nthanze Musai (* 20. Dezember 2002) ist eine kenianische Leichtathletin, die sich auf den Speerwurf spezialisiert hat.

## Sportliche Laufbahn
Erste internationale Erfahrungen sammelte Martha Musai im Jahr 2018, als sie bei den Jugend-Afrikaspielen in Algier mit einer Weite von 54,12 m die Goldmedaille mit dem leichteren 500-g-Speer gewann. Anschließend nahm sie an den Olympischen Jugendspielen in Buenos Aires teil und erreichte dort Rang zehn. Im Jahr darauf gewann sie bei den Jugendafrikameisterschaften in Abidjan mit 48,96 m die Silbermedaille und 2021 gelangte sie bei den U20-Weltmeisterschaften in Nairobi mit 45,13 m auf Rang 14. Im Jahr darauf wurde sie dann bei den Afrikameisterschaften in Port Louis mit 50,76 m Vierte.
2022 wurde Musai kenianische Meisterin im Speerwurf.